# Methyl isothiocyanate
Methyl isothiocyanate là hợp chất organosulfur có công thức CH3N = C = S. Chất rắn không màu, nhiệt độ nóng chảy thấp, là một lachrymator mạnh. Là tiền thân của một loạt các hợp chất hoạt tính sinh học có giá trị, nó là isothiocyanate hữu cơ quan trọng nhất trong công nghiệp.